# Юшкевич Павло Соломонович
Павло́ Соломо́нович Юшке́вич (рос. Павел Соломонович Юшкевич; 29 червня 1873, Одеса — 6 грудня 1945, Москва) — російський і радянський філософ, публіцист і перекладач. Активіст меншовиків, брав участь 1908 року як один із російських махістів у «Нарисах з філософії марксизму», ця публікація викликала критику, що відбилася в роботі Володимира Леніна «Матеріалізм і емпіріокритицизм». До 1920-х років Юшкевич залишив політичну діяльність і з 1922 року працював в Інституті марксизму-ленінізму в Москві.

## Життєпис
Павло Юшкевич народився 29 червня 1873 року в Одесі в сім'ї дрібного комерсанта Соломона Мойсейовича Юшкевича (1839—1895) та Анни (Етель) Григорівни Юшкевич (до шлюбу Волошиної, ?-1917), у якій був одним із чотирнадцяти дітей. Навчався у Другій Одеській гімназії, де став активним учасником марксистського гуртка та закінчив 1891 року. Однак за участь у соціал-демократичному русі його заарештували й ув'язнили, а потім відправили на заслання в Кишинів, де він виявив особливий інтерес до математики. Він вирушив у вигнання до Франції і вивчав математику в Сорбонні в Парижі. Після закінчення університету Павло повернувся до Одеси. Тут він мав відвідувати лекції, щоб отримати кваліфікацію, визнану в Російській імперії. Як учасник фракції меншовиків РСДРП брав участь у революції 1905 року. Пізніше він став журналістом у Петербурзі.
Після 1917 року працював в Одеській міськраді, де служив у статистичному відділі, а також читав лекції з філософії. З 1922 року перебував у Москві, де влаштувався до Інституту Маркса і Енгельса (пропрацював там до 1930 року). Займався переважно перекладами філософської літератури (був першим перекладачем «Діалектики природи» Фрідріха Енгельса, а також переклав низку творів Клода Адріана Гельвеція, Поля Анрі Гольбаха, Дені Дідро, Готфріда Вільгельма Лейбніца тощо).
Похований у Москві на Донському цвинтарі у сімейній могилі на ділянці № 3.

## Сім'я
- Брат — Семен Соломонович Юшкевич, письменник і драматург. Племінниця — Ніна Семенівна Юшкевич, балерина.
- Брат — Михайло Самойлович Юшкевич (1866, Одеса — після 1934, Ніцца), лікар[7][8][9]; в еміграції став літератором, автор чарівних казок для дітей і дорослих, які ввійшли до збірки «Новий Гептамерон: Пригоди чарівного хлопчика, сім казок» (Чарівний хлопчик на Зеленій горі; При Чарівного хлопчика на кінець світу; Чарівний хлопчик на тому світі; Гілка олеандра. У царстві тіней; Мармурові люди; Перламутровий ящичок; Париж: Книговидавництво Я. Поволоцький, 1933. — 139 с.)[10].
- Сестра — Єлизавета Соломонівна Мала, зубна лікарка. Племінник — Ілля Григорович Малий (1909—1982), економіст і статистик, доктор економічних наук, професор.
- Перша дружина (з 1899 року) — Рашель Адольфівна Юшкевич (до шлюбу Шенталь, 1882—1920).
  - Син — Адольф Павлович Юшкевич, історик математики. Онук — Олександр Адольфович Юшкевич (1930—2012), математик, професор Університету Північної Кароліни в Чапел-Гіллі.
  - Донька — Симона Павлівна Юшкевич (1900—1982).
- Друга дружина (з 1925 року) — Фаїна Абрамівна Коган-Бернштейн (до шлюбу Аронгауз, першим шлюбом одружена з Матвієм Коганом-Бернштейном), історикиня.

## Філософські праці
Юшкевич не бачив необхідності в тому, щоб марксизм боявся «буржуазних теорій», стверджуючи, що якби марксизм був такий сильний, як він припускав, то він просто асимілював би інші теорії, а не був би асимільований ними.
У працях «Матеріалізм і критичний реалізм» (1908) і «Сучасна енергетика з погляду емпіріосимволізму» (у збірці «Нариси з філософії марксизму», 1908) виступав із критикою філософії ортодоксального марксизму як махіст, суб'єктивний ідеаліст і представник емпіріосимволізму як напряму в гносеології. За Юшкевичем, марксизм може стати цілісним світоглядом, але поки що єдиної марксистської філософії немає, а є кілька «марксистсько-образних» філософій; діалектичний матеріалізм він звужував суто до еволюціоністського і релятивістського позитивізму, а в історичному матеріалізмі пропонував доповнити «соціально-психологічний» аспект «соціально-космічним».
На критику своєї концепції Леніним у «Матеріалізмі та емпіріокритицизмі» відгукнувся 1910 року в брошурі «Стовпи філософської ортодоксії», а потім 1912 року в книжці «Світогляд і світобачення» пояснював ідеалізм специфічним характером філософської творчості, заперечував науковість філософії, яку називав «формою колективного мислення та відчуття» і результатом напівхудожнього емоційно-інтелектуального бачення.
У 1913—1915 роках спільно з математиком Олександром Васильєвим випустив 10 збірок «Нові ідеї в математиці», для яких переклав низку оригінальних статей Германа Гюнтера Грассмана, Бертрана Рассела, Ернста Маха, Анрі Пуанкаре.